# Meuselsberg
Meuselsberg ist ein Ortsteil von Burgkunstadt im oberfränkischen Landkreis Lichtenfels.

## Geografische Lage und Geologie
Der Weiler Meuselsberg befindet sich am Südhang („Hainweiherer Berg“) einer Hochebene im obermainischen Bruchschollenland, etwa einen Kilometer nördlich des Ortskerns von Burgkunstadt.
Knapp einen Kilometer östlich des Weilers befindet sich ein kleiner, alter, aufgelassener Steinbruch. Dort wurde in früheren Jahrhunderten der am Berg vorherrschende Rhätsandstein gebrochen, der eine Übergangsschicht zwischen dem oberen Keuper und dem Lias darstellt. Der Steinbruch ist heutzutage frei zugänglich, jedoch größtenteils überwuchert. Er genießt den Schutzstatus eines Naturdenkmals und wird vom Bayerischen Landesamt für Umwelt als geowissenschaftlich wertvoll eingestuft.

## Geschichte
Wann Meuselsberg gegründet wurde, ist unklar. Auch finden sich aus dem Mittelalter und der frühen Neuzeit kaum oder gar keine Aufzeichnungen über die Ansiedlung, da Meuselsberg nie Sitz einer Adelsfamilie war und auch nie im Besitz eines Gotteshauses war.
Die erste Nennung war 1820 als zu Burgkunstadt gehörig.
Nördlich des Weilers gibt es einen Trinkwasserbrunnen der Stadt Burgkunstadt, der in den folgenden Jahren aufgrund von diversen, teils grenzwertigen Gewässerbelastungen, aufgelassen werden soll. Dies ermöglicht auch den Bau dreier Kleinkläranlagen, durch die die problematische Abwasserentsorgung von Meuselsberg gelöst werden soll. Da durch die Kleinkläranlagen das Grundwasser zumindest geringfügig belastet werden könnte, wäre ein Bau der Kläranlagen nicht möglich, wenn der Brunnen am Netz bliebe.

### Einwohnerentwicklung
Die Tabelle gibt die Einwohnerentwicklung Meuselsbergs anhand einzelner Daten wieder.
| Jahr | Einwohner | Quelle |
| ---- | --------- | ------ |
| 1870 | 7         | [ 5 ]  |
| 1900 | 5         | [ 6 ]  |
| 1925 | 19        | [ 7 ]  |
| 1950 | 30        | [ 8 ]  |
| 1961 | 37        | [ 9 ]  |
| 1970 | 25        | [ 10 ] |
| 1987 | 22        | [ 11 ] |
| 2001 | 16        | [ 12 ] |
| 2004 | 16        | [ 13 ] |
| 2007 | 17        | [ 1 ]  |
| 2010 | 16        | [ 1 ]  |